# Midtbyen, Unges vilkår
|  | Denne artikel er oprettet af botten Steenthbot ud fra en ekstern database. Den kan derfor have sproglige fejl eller mangler. Denne skabelon kan fjernes efter kontrol af indholdet. |

Midtbyen, Unges vilkår er en dansk dokumentarfilm fra 1985 instrueret af E. Amby og Lars Alrø Olsen.

## Handling
Unges forhold mellem sig selv, i Trøjborg, Aarhus.